# Simone Aresti
Simone Aresti (Carbonia, 15 marzo 1986) è un ex calciatore italiano, di ruolo portiere.

## Biografia
È stato fidanzato con Aurora Betti, ex partecipante di Temptation Island, da cui
nel 2017 ha avuto un figlio, Diego. Attualmente è legato all'atleta azzurra Dalia Kaddari.

## Carriera

### Club

#### Cagliari ed Alghero
Si avvicina al calcio nella Polisportiva Narcao ‘94, squadra del suo paese Narcao.
Inizia a giocare nel settore giovanile del Cagliari, con cui vince il titolo nella categoria Giovanissimi Nazionali. Esordisce in prima squadra nella stagione 2006-2007, quando subentra ad Antonio Chimenti all'inizio del secondo tempo di Ascoli-Cagliari dell'ultima giornata.
Nel 2007 milita nella Pistoiese per poi tornare al Cagliari e passare nel 2009 all'Alghero.

#### Savona, Pescara e Ternana
Nel 2011 si trasferisce al Savona dove, nella stagione di Lega Pro Seconda Divisione 2011-2012, riesce ad andare a segno in due distinte partite. Nella stagione successiva, sempre con i liguri, conquista la promozione in Prima Divisione di Lega Pro.
Dopo l'ottima esperienza al Savona nel 2014 arriva il salto in Serie B con il passaggio al Pescara, dove milita sino al 2016 totalizzando 28 presenze. Dopo due stagioni nella squadra abruzzese si trasferisce alla Ternana dove trova un posto da titolare nel campionato cadetto.

#### Le parentesi ad Olbia e il ritorno a Cagliari
L'anno seguente torna in Lega Pro, passando all'Olbia. Con i galluresi disputa 36 partite.
Nell'estate 2018, dopo anni in serie minori, ritorna in Serie A al Cagliari con il ruolo di terzo portiere, firmando un contratto biennale. Il suo secondo esordio ufficiale con la maglia rossoblu avviene però nella stagione successiva, il 18 agosto 2019 (a più di 12 anni dal primo), quando durante la partita di Coppa Italia vinta poi 2-1 contro il Chievo entra al posto dell'espulso Rafael.
Il 4 gennaio 2020 fa ritorno all'Olbia, con cui si lega fino al termine della stagione, per poi ritornare al Cagliari.
Al ritorno in rossoblu viene sempre relegato al ruolo di terzo portiere e, dopo tre stagioni in cui ha collezionato una sola presenza in Coppa Italia 2022-2023, disputa la sua seconda partita di sempre in massima serie (quasi 17 anni dopo la prima, avvenuta il 27 maggio 2007 contro l'Ascoli), il 23 maggio 2024, all'età di 38 anni, subentrando nel finale della sfida persa 2-3 contro la Fiorentina valevole per l'ultima giornata della Serie A.

## Statistiche

### Presenze e reti nei club
| Stagione        | Squadra         | Campionato      | Campionato | Campionato   | Coppe nazionali | Coppe nazionali | Coppe nazionali | Coppe continentali | Coppe continentali | Coppe continentali | Altre coppe | Altre coppe | Altre coppe | Totale | Totale  |
| Stagione        | Squadra         | Comp            | Pres       | Reti         | Comp            | Pres            | Reti            | Comp               | Pres               | Reti               | Comp        | Pres        | Reti        | Pres   | Reti    |
| --------------- | --------------- | --------------- | ---------- | ------------ | --------------- | --------------- | --------------- | ------------------ | ------------------ | ------------------ | ----------- | ----------- | ----------- | ------ | ------- |
| 2006-2007       | Cagliari        | A               | 1          | -1           | CI              | 0               | 0               | -                  | -                  | -                  | -           | -           | -           | 1      | -1      |
| 2007-2008       | Pistoiese       | C1              | 12+1       | -14+0        | CI-C            | 4               | -4              | -                  | -                  | -                  | -           | -           | -           | 17     | -18     |
| 2008-2009       | Cagliari        | A               | 0          | 0            | -               | 0               | 0               | -                  | -                  | -                  | -           | -           | -           | 0      | 0       |
| 2009-2010       | Alghero         | 2D              | 27         | -15          | CI-LP           | 2               | -4              | -                  | -                  | -                  | -           | -           | -           | 29     | -19     |
| 2010-2011       | Cagliari        | A               | -          | -            | -               | -               | -               | -                  | -                  | -                  | -           | -           | -           | 0      | 0       |
| 2011-2012       | Savona          | 2D              | 34         | -33; 2       | CI-LP           | 3               | -6              | -                  | -                  | -                  | -           | -           | -           | 37     | -39; 2  |
| 2012-2013       | Savona          | 2D              | 32         | -28          | CI-LP           | 1               | 0               | -                  | -                  | -                  | -           | -           | -           | 33     | -28     |
| 2013-2014       | Savona          | 1D              | 28+3       | -33+ -5      | CI+CI-LP        | 2+0             | -1+0            | -                  | -                  | -                  | -           | -           | -           | 33     | -39     |
| Totale Savona   | Totale Savona   | Totale Savona   | 94+3       | -94+ -5; 2   |                 | 6               | -7              |                    | -                  | -                  |             | -           | -           | 103    | -106; 2 |
| 2014-2015       | Pescara         | B               | 17         | -19          | CI              | 1               | -1              | -                  | -                  | -                  | -           | -           | -           | 18     | -20     |
| 2015-2016       | Pescara         | B               | 10         | -13          | CI              | 0               | 0               | -                  | -                  | -                  | -           | -           | -           | 10     | -13     |
| Totale Pescara  | Totale Pescara  | Totale Pescara  | 27         | -32          |                 | 1               | -1              |                    | -                  | -                  |             | -           | -           | 28     | -33     |
| 2016-2017       | Ternana         | B               | 26         | -30          | CI              | 0               | 0               | -                  | -                  | -                  | -           | -           | -           | 26     | -30     |
| 2017-2018       | Olbia           | C               | 36         | -52          | CI-C            | 0               | 0               | -                  | -                  | -                  | -           | -           | -           | 36     | -52     |
| 2018-2019       | Cagliari        | A               | 0          | 0            | CI              | 0               | 0               | -                  | -                  | -                  | -           | -           | -           | 0      | 0       |
| 2019-gen. 2020  | Cagliari        | A               | 0          | 0            | CI              | 1               | -1              | -                  | -                  | -                  | -           | -           | -           | 1      | -1      |
| gen.-giu. 2020  | Olbia           | C               | 7+2        | -6 + -1      | CI-C            | -               | -               | -                  | -                  | -                  | -           | -           | -           | 9      | -7      |
| Totale Olbia    | Totale Olbia    | Totale Olbia    | 43+2       | -58 + -1     |                 | 0               | 0               |                    | -                  | -                  |             | -           | -           | 45     | -59     |
| 2020-2021       | Cagliari        | A               | 0          | 0            | CI              | 0               | 0               | -                  | -                  | -                  | -           | -           | -           | 0      | 0       |
| 2021-2022       | Cagliari        | A               | 0          | 0            | CI              | 0               | 0               | -                  | -                  | -                  | -           | -           | -           | 0      | 0       |
| 2022-2023       | Cagliari        | B               | 0          | 0            | CI              | 1               | -1              | -                  | -                  | -                  | -           | -           | -           | 1      | -1      |
| 2023-2024       | Cagliari        | A               | 1          | -1           | CI              | 0               | 0               | -                  | -                  | -                  | -           | -           | -           | 1      | -1      |
| Totale Cagliari | Totale Cagliari | Totale Cagliari | 2          | -2           |                 | 2               | -2              |                    | -                  | -                  |             | -           | -           | 4      | -4      |
| Totale carriera | Totale carriera | Totale carriera | 231+6      | -245 + -6; 2 |                 | 15              | -18             |                    | -                  | -                  |             | -           | -           | 252    | -269; 2 |